# بازی ورق

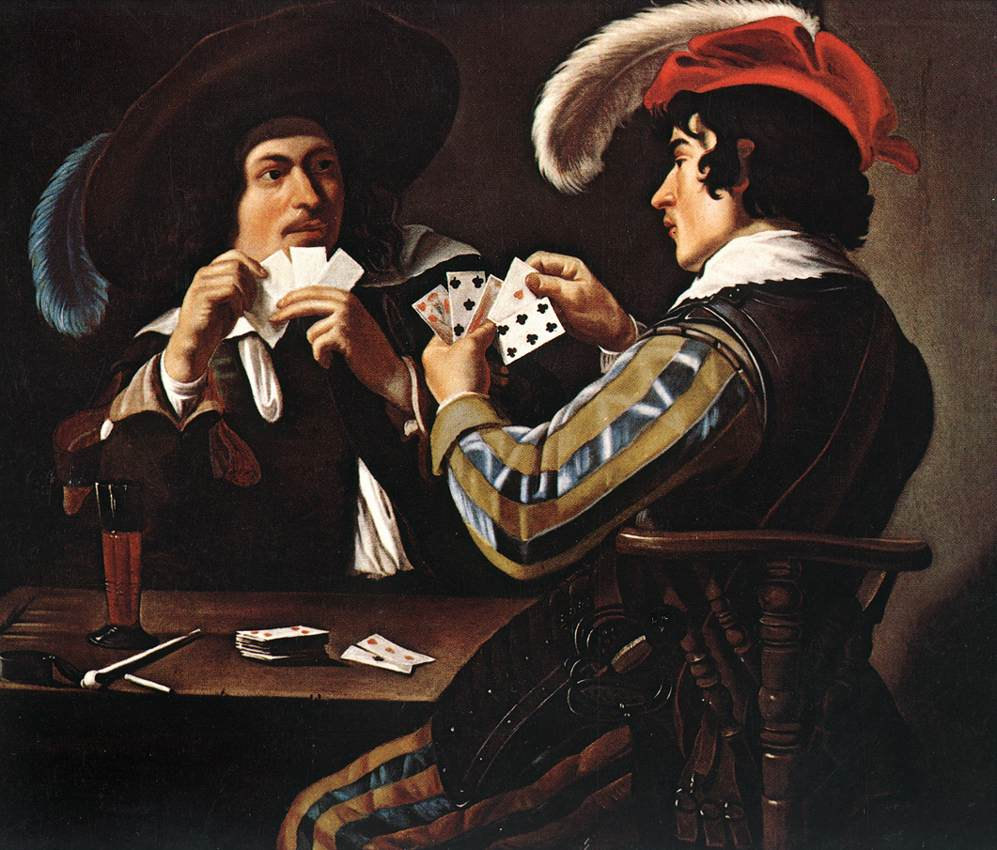
ورق بازان، اثر تئودور رمبوتس- قرن۱۷

بازی ورق یا ورق بازی (به انگلیسی: Card game) هر نوع بازی است که در آن از کارت‌های بازی به عنوان وسیلهٔ اصلی بازی استفاده می‌شود. تعداد زیادی بازی با ورق وجود دارد. برگزاری مسابقات بین‌المللی به‌طور رسمی قوانین استانداردی دارند، اما بیشتر آن‌ها بازی‌های مردمی هستند که قوانین آن‌ها بر اساس منطقه، فرهنگ و شخص متفاوت است.
یک بازی ورق با تعدادی از کارت‌های بازی انجام می‌شود که از نظر اندازه و شکل یکسان هستند. هر کارت دو طرف دارد، صورت و پشت. به‌طور معمول پشت کارت‌ها قابل تشخیص نیستند. چهرهٔ کارت‌ها ممکن است همه منحصربه‌فرد باشد، یا ممکن است موارد تکراری وجود داشته باشد.
بازی‌ها با استفاده از کارت‌های بازی از این واقعیت استفاده می‌کنند که کارت‌ها فقط از یک طرف به‌طور جداگانه قابل شناسایی هستند، به طوری که هر بازیکن فقط کارت‌هایی را که در دست دارد می‌داند و نه کارت‌هایی را که در اختیار شخص دیگری است. به همین دلیل بازی‌های ورق اغلب به عنوان بازی‌های شانس یا «اطلاعات ناقص» مشخص می‌شوند - متفاوت از بازی‌های استراتژیک یا «اطلاعات کامل»، که در آن‌ها موقعیت فعلی به‌طور کامل برای همهٔ بازیکنان در طول بازی قابل مشاهده است. در بسیاری از بازی‌ها که عموماً در خانوادهٔ بازی‌های ورق قرار ندارند، در واقع برای برخی از جنبه‌ها از کارت استفاده می‌شود.

## تاریخچه

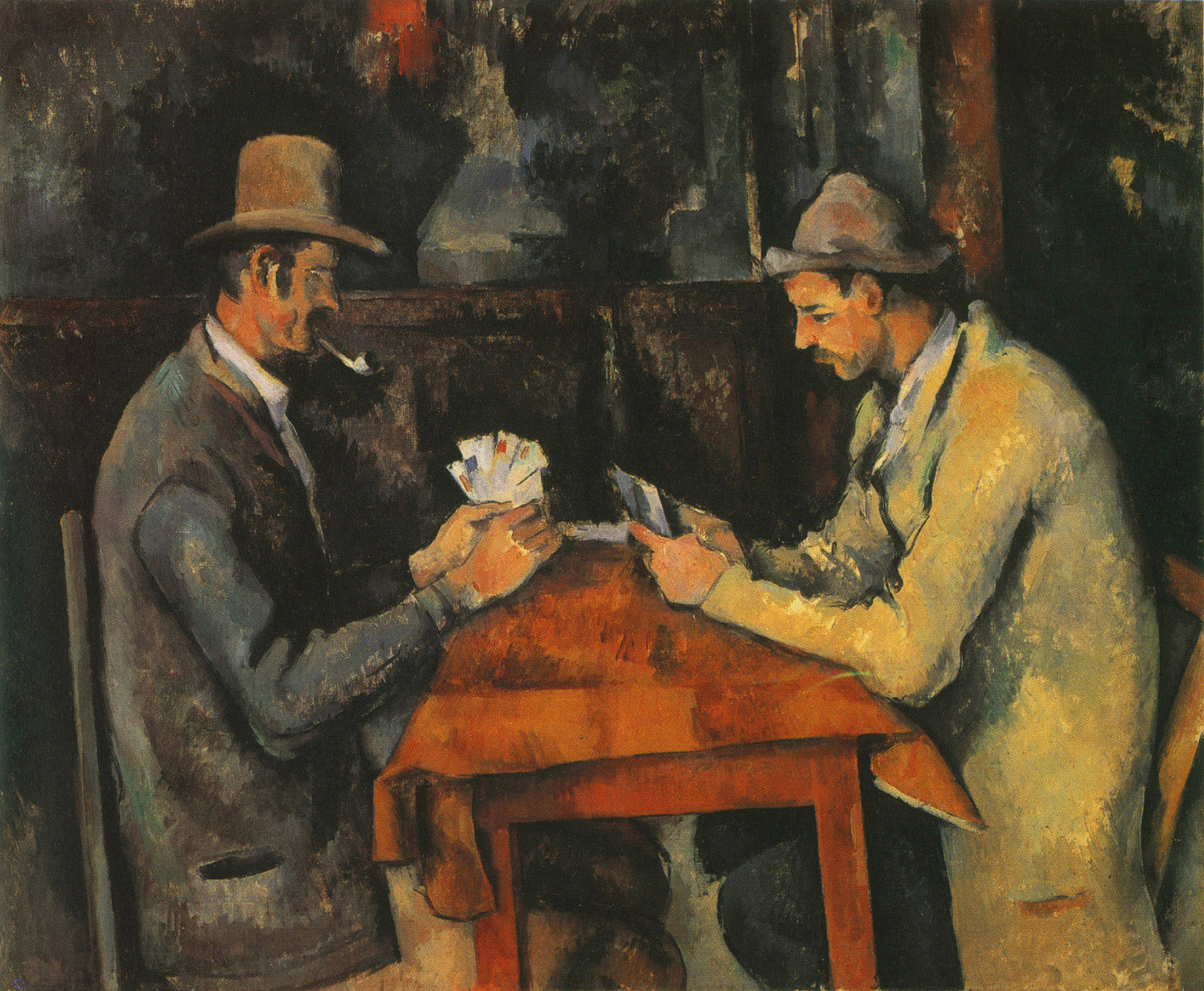
ورق‌بازان (۱۸۹۰ تا ۱۸۹۲ میلادی) اثر نقاش فرانسوی پل سزان

در مورد خاستگاه و چگونگی ایجاد ورق‌ها بحث‌ها و اختلافات زیادی است. یکی از این نظرها اینچنین است که شروع ورق‌بازی به قرن یازدهم در چین برمی‌گردد. در آن زمان پول‌های کاغذی چینی دارای چهار شکل مختلف بود و همچنین دارای اعدادی بین ۲ تا ۹ در سه مورد و در یکی اعداد ۱ تا ۹. چنین تصور می‌شود که اولین ورق‌های بازی در واقع همان اسکناس‌های چینی بوده است که برای موارد شرط‌بندی و بازی نیز از آن‌ها استفاده می‌شده است. با این همه به نظر می‌رسد که اولین ورق‌های چاپ شده مربوط است به مجموعهٔ دومینوهای چینی که ۲۱ شکل ترکیبات مختلف یک تاس در روی آن‌ها منقوش شده بود.

### ورق‌بازی در ایران
پیش از مرسوم شدن ورق‌بازی به شیوهٔ امروزی در ایران نوعی بازی ورق به نام گنجفه در این سرزمین مرسوم بوده است. گنجفه به احتمال زیاد در قرن شانزدهم و در دربار صفویان پدید آمده و از آنجا به هندوستان راه یافته است. با توجه به شباهت‌های ساختاری گنجفه و ورق‌بازی اروپایی، این دو مسلماً از هم تأثیر پذیرفته‌اند، هر چند که جهت این تأثیر به درستی معلوم نیست.
در بازی گنجفه هشت دستهٔ دوازده‌برگی که نود و شش ورق دارد به کار می‌رود. هر یک از این دسته‌های هشت‌گانه سابقاً نامی به ترتیب زیر داشت: غلام، تاج، شمشیر، اشرفی (زر سرخ)، چنگ، برات، سکه (زر سفید)، قماش. هر دسته ۱۲ برگ داشت: دو تا به نام شاه و وزیر و بقیه به شمارهٔ یک تا ده شناخته می‌گردید. برای این بازی، دستگاهی مخصوص می‌ساختند و آن را گنجفه می‌نامیدند.
در جمهوری اسلامی ایران بازی با ورق، به دلیل نهی شدن آن به عنوان آلت قمار، جرم محسوب می‌شود. با این‌وجود بازی با ورق همچنان محبوبیّت خود را در بین مردم حفظ کرده است، چنان‌که ورق‌بازی در رده ۱۶اُم فهرست بیشترین کالاهای قاچاق شده در سال ۱۳۸۳، پس از مواد مخدر و قبل از ارز قرار گرفته است.

## اصطلاحات
به بسیاری از رویدادها در بازی «دست» گفته می‌شود، مانند: دست دادن (برگ دادن، همچنین: برگ خوب دادن، برگه‌های مورد نظر آمدن، به عبارتی «دست خوب»)، دست (برگ‌هایی که در اختیار داریم؛ مثال، دست خوب، دست بد، دست پُر)، دست بازی (دُور یا نوبتی که در حالِ بازی شدن است)، ست (یک دست ۷ تایی در بازی حکم)، برگ‌های روی زمین (زمینه)، یک پک یا دِک ۵۲ تایی برگ (دسته)، سمت وسوی چرخش برگ‌ها (از دست راست برگ بده) و … ما به همهٔ این‌ها «دست» می‌گوییم، حال آن که هر یک تعریف و اصطلاح جداگانه‌ای دارند. واژهٔ «بازی» نیز به همین شکل است؛ بنابراین در واژه‌نامهٔ مختصر زیر، تنها به واژه‌های مشخصی پرداخته شده است و معادل انگلیسی آن‌ها نیز نوشته شده‌اند:
- خال (Suit): علامت مشخصهٔ کارت‌ها شامل گشنیز، خشت، پیک و دل.
- دُور (Trick): یک بار بازی که در آن هر بازیکن یک کارت می‌اندازد. مثلأ در حکم، دُور عبارت است از ۴ برگی که از نفر اول (آغازگر) شروع می‌شود و با بازی نفر آخر پایان می‌پذیرد.
- دست (Game): یک بازی کامل که در آن تمام برگ‌ها بازی شده باشند. مثلأ در حکم یک دست شامل ۱۳ دور است که در آن هر تیمی که ۷ دور را ببرد، بازی را برده است.
- ست (Set): یک سری کامل از پیش تعیین‌شده؛ مثلأ در حکم هر ۷ بازی را که یک تیم ببرد یک ست تمام می‌شود. از مجموع بازی‌ها تشکیل می‌شود و با شماری از ست‌ها کل بازی ورق به پایان می‌رسد، مثلأ با ۲ یا ۳ ست.
- آغازگر (Leader): بازیکنی که دور را آغاز می‌کند و باقی بازیکنان طی ترتیب مشخص بعد از او بازی می‌کنند. معمولاً کسی است که دور پیش با برگ برندهٔ او به پایان رسیده است.
- دست دادن (Dealing): پخش کردن برگ‌های بازی میان بازیکنان.
- دست‌دهنده (Dealer): کسی که برگ می‌دهد (پاسور).
- حکم کردن (Bidding): عملی که طی آن خال سر، یا امتیاز تعهدشده مشخص می‌شود. می‌تواند به صورت رقابت باشد (یعنی هر کس تعهد بزرگ‌تری کرد حکم کردن را ببرد، مثل شلم) یا می‌تواند به‌صورت نوبتی و تک‌نفره باشد (مثل حکم).
- ورق سرد: دست ورق آکبند که هنوز باز و اصطلاحاً «گرم» نشده است. حرفه‌ای‌ها معمولاً متقلب هم هستند و برای آن‌که هیچ تقلبی مانند چیدن برگه‌ها یا نشان گذاشتن برگ خاصی با گوشهٔ ناخن یا به هر شکل دیگر صورت نگیرد، در بازی‌های رسمی و حرفه‌ای برای هر دست بازی، ورق برند مشخصی که سرد و باز نشده است جلوی چشم همهٔ بازیکن‌ها باز و با آن بازی می‌شود. آن‌ها حتی چندین دوربین مختلف از زوایای مختلف روشن و آمادهٔ ضبط می‌گذارند تا در صورت تقلب، ویدئو چک کنند.
- رو بازی کردن: روباز بازی کردن، که هم می‌تواند قانون بازی باشد و هم نشانهٔ اعتماد به نفس بیش از حد فرد، که به معنی این است که مطمئناً برنده است.
- زیر کشیدن: وقتی برگی نسبت سایر برگ‌ها برتری دارد و برنده است، اصطلاحاً سایر برگ‌ها را «زیر می‌کِشد».
- کوت: وقتی که یک تیم هفت دست پشت سرهم بگیرد بدون اینکه تیم حریف دستی بگیرد. تیم حریف کوت شده است یا کوت خورده است.
- پرکوت: وقتی که تیم حاکم کوت بخورد، حاکم کوت یا به اصطلاح پرکوت می‌شود.
- بمب یا بامب: اگر یک تیم تمامی ۱۳ دست را بگیرد، تیم حریف بمب می‌خورد.

## فهرست بازی‌های ورق
بازی‌هایی که در زیر عنوان شده برخی از بازی‌های ورق هستند.
- سالِتِر
- بلک‌جک
- بی‌بی سلام
- بی‌دل
- چهاربرگ
- پوکر
- حکم
- ریم
- جین رامی
- شلم
- یوکر
- هفت خبیث
- بلوف
- شیطان
- بریج

## قوانین بازی‌ها

### حکم
بازی به صورت چهارنفره بازی می‌شود و قوانین آن در همه‌جا یکسان است، به غیر از یک سری تبصره‌های استثنائی که خیلی کم پیش می‌آید. حکم (رنگ به دری افغانستان) توسط حاکم انتخاب می‌شود و بر همهٔ خال‌های دیگر برتری دارد. بازیکنان در دو تیم رقیب با هم بازی می‌کنند و هر تیم که زودتر ۷ برگ را برد، برندهٔ آن بازی است. هر کس که ۷ بازی را برد، یک راند را برده و هر کس ۲ یا ۳ راند ببرد، برندهٔ نهایی بازی است.

### بی‌دل
بازی بی‌دل به صورت چهارنفره انجام شده و هر کسی تنها برای خودش و به سود خودش بازی می‌کند. در هر دست بازی هر ۵۲ برگ میان بازیکنان پخش می‌شود. (هر یک ۱۳ برگ)
این بازی ۵۴ امتیاز منفی دارد. هر برگ دل یک امتیاز منفی و تک دل ۱۰ امتیاز منفی و شاه دل ۴ امتیاز منفی و بی‌بی دل ۳ امتیاز منفی و سرباز دل ۲ امتیاز منفی برگ بی‌بی پیک ۱۷ امتیاز منفی در برخواهد داشت که در صورت رسیدن امتیازات منفی به ۵۰۰ بازی به پایان می‌رسد و کسی که امتیازات آن از همه کمتر باشد برندهٔ بازی خواهد بود. همچنین اگر بازیکنی بتواند همهٔ برگ‌های منفی یک دست را جمع کند، او صفر امتیاز منفی و دیگر بازیگران ۲۶ امتیاز منفی می‌گیرند.

### شِلِم
شلم از کلمه “slam“ انگلیسی و “chelem“ فرانسوی گرفته شده است و معنی آن جمع‌آوری تمام برگ‌های بازی است. هدف این بازی رسیدن به امتیاز توافق‌شده (معمولاً ۱۶۵) زودتر از رقیب است. بازی به دو صورت با جوکر و بدون جوکر انجام می‌شود.

### چهاربرگ
چهاربرگ یا پاسور یا سور یا یازده شناخته‌شده‌ترین و آسان‌ترین بازی با ورق است. این بازی را می‌توان به روش‌های گوناگون ۲ نفره، ۳ نفره و ۴ نفره و… انجام داد که البته گونهٔ ۲ نفره آن بیشتر مورد توجه است. دست دادن: ابتدا یک نفر ورق‌ها را بُر زده و چهار برگ به حریف، چهار برگ به خودش و چهار برگ روی زمین پخش می‌کند. بازی کردن: نحوهٔ بازی این‌گونه است که هرگاه مجموع عدد روی چند کارت، ۱۱ شد فرد می‌تواند آن برگ‌ها را جمع کند.

### ریم
هدف اصلی در این بازی خلاص شدن از کارت‌های دست با ساختن گروه (به انگلیسی Set) یا ردیف (به انگلیسی Run) است. در این بازی گروه به معنی حداقل سه کارت هم‌مقدار (مثلا ۴ دل، ۴ خشت و ۴ پیک یا مثلاً شاه دل، شاه پیک، شاه خشت و شاه گشنیز) و ردیف به معنی حداقل سه کارت با مقادیر پشت سرهم (مثلا ۸، ۹، ۱۰، سرباز و بی‌بی همگی پیک یا مثلاً تک، دو و سه همگی دل) است.

### جین رامی
این بازی صرفاً دو نفره است. هدف در این بازی مرتب کردن کارت‌ها به دو صورت ران (Run) یا ست (Set) است. منظور از ران، مرتب کردن کارت‌ها از یک خال و به ترتیب پشت سر هم است. به عنوان مثال J,Q,K از خال خشت تشکیل یک ران می‌دهند. منظور از ست مرتب کردن اعداد از خال‌های مختلف است.

### بیست و یک
بیست و یک یا بلک‌جک یک بازی ورق‌بازی است که برای انجام آن بایستی از سکه یا اسکناس بهره گرفت. البته برخی از افراد برای پرهیز از به‌کارگیری سکه یا اسکناس از ژتون‌ها یا اشیای دیگری به عنوان پول استفاده می‌کنند.

### شیطانک
به مجموعهٔ ورق‌ها یک جوکر افزوده می‌شود و بازیکنان تلاش می‌کنند با تبادل نوبتی و شانسی کارت‌ها، هر چه زودتر کارت‌های خود را به صورت دو به دو و از یک شماره از دست خود خارج کنند. در پایان کسی که دارندهٔ ژوکر است بازندهٔ بازی است و اصطلاحاً شیطان یا دزد نامیده می‌شود.